# حجیج کوچک
حجیج کوچک (هجیج)، روستایی از توابع بخش نوسود شهرستان پاوه در استان کرمانشاه ایران است. این روستا در نزدیکی نودشه قرار دارد و روستای پلکانی محسوب می‌شود.

## روستای هجیج
روستای هجیج در کرمانشاه یکی از پرجاذبه‌ترین نقاط استان کرمانشاه است و از مناطق دیدنی اورامانات است. این روستا در ۲۵ کیلومتری شهرستان پاوه قرار گرفته و به دلیل پلکانی بودن از محبوبیت خاصی بین گردشگران برخوردار است. خانه‌های هجیج همگی از سنگ و اغلب به صورت خشکه چین و پلکانی ساخته شده، به گونه‌ای پشت بام هر خانه، حیاط خانه دیگری است. به علت کمبود زمین، پشت بام هر منزلی حیاط منزل پشتی محسوب می‌شود، طبعاً محل بازی بچه‌ها و تفرجگاه والدین است.

## جمعیت
این روستا در دهستان سیروان قرار دارد و براساس سرشماری مرکز آمار ایران در سال ۱۳۸۵، جمعیت آن زیر سه خانوار بوده‌است.

## حوض پیر
در روستا حوضی قدیمی وجود دارد که دیوارهایی با سنگ‌های ریز و درشت و تخته سنگی مسطح در سقف، آن را در بر گرفته اند. برای دیدن این حوض باید به جایی پایین‌تر از سطح روستا و در میان زمین رفت. قبل از اینکه در سال ۱۳۵۴، لوله کشی برای روستا انجام شود. از آب این حوض استفاده می کردند.

آب به وسیلۀ جوی‌های سیمانی در دوشاخه به پایین دست روستا می‌رفت. یکی از جوی‌ها به حوض مردانه می‌ریخت و برای وضو به کار می‌رفت. یکی دیگر از شاخه‌های آب به حوض زنانه می‌رفت و برای شستشو و تامین آب خوراکی از آن استفاده می‌شد.

## ارتفاعاتشاهو
در امتدادی این روستا اگر حرکت کنید به ارتفاعات شاهو دست پیدا خواهید کرد، که آنها بخشی از رشته کوه های زاگرس هستند. مراتع طبیعی بکر و دیدنی در این منطقه وجود دارد و مراتع سرسبز پیاز میشا و گاول انتظار شما می کشند تا از تماشای این منطقه سرسبز لذت کافی را ببرید و همچنین فراموش نکنید که یک دوربین همراه خودتان داشته باشید.

## رودخانهسیروان
یکی از مهم‌ترین و معروف‌ترین رودخانه‌هایی که در اطراف هورامان و نزدیکی همین روستا قرار دارد رودخانۀ سیروان است. با مسیری طولانی و پرپیچ و خم منطقه اورامان را به دو بخش تقسیم کرده‌است. کناره‌های این رود مکان مناسبی برای گوش سپردن به آوای طبیعت و به تماشا نشستن زیبایی های آن است. سد داریان که بر میانۀ این رود قرار گرفته، چشم انداز خاصی را به منطقه بخشیده‌است.

## بقعه ی امامزاده سید عبیدالله
در این روستا بقعه‌ای به نام امزاده سید عبیدالله وجود دارد که متعلق به یکی از فرزندان امام موسی کاظم است. این روستا در بین مردم هجیج از احترام خاصی برخوردار است. مردم این روستا بیشتر نذورات و اعمال زیارتی خودشان را در این امامزاده انجام می‌دهند.

## علت نام گذاری روستای هجیج
علت نام گذاری این روستا، قرار گرفتن آن در مکانی که به آن هجیج گفته می‌شود، معنای این واژه درۀ سرسبز و عمیق است و از آنجا که این روستان در این دره قرار دارد به آن هجیج گفته می‌شود.

## بهترین زمان سفر به روستای هجیج
شرایط آب و هوایی که این روستا داراست، معتدل و کوهستانی است و در فصول گرم سال آب و هوای معتدلی در آن برقرار است. فصل بهار گل های رنگارنگ و بی‌نظیری بر روی دامنه‌های کوه‌های این منطقه می‌روید و فضای دیدنی در آن به وجود می‌آید. فصل زمستان اما سرمای سختی در این روستا برقرار است.

## زبان مردم روستای هجیج
کردی اورامی هجیج که یکی از اصیل ترین لهجه های زبان کردی به شمار می آید قرابت زیادی با زبان اوستایی و پهلوی دارد، به طوری که اگر متنی از پهلوی را برای یک اورامی زبان بخوانند لغات بی شماری از آن را می تواند دریابد. ولی آنچه بیشتر در کردی اورامی چشمگیر است نزدیکی این زبان با فارسی است که در وهله اول سخت بیگانه و غیر قابل لمس به نظر می رسد چون کلمات اصیل فارسی آنچنان با زیر و زبر لهجه کردی آمیخته است که تا گوش به آن آشنا نشود نمی توان این نزدیکی را دریافت.

## محصولات روستای هجیج
یکی از ویژگی‌های منحصر به فرد مردمان این روستا خود کفایی در تمامی مایحتاج روزانه است به گونه‌ای که از گیوه‌بافی که پایپوش مردمان مناطق کرد نشین است گرفته تا لباس‌هایی سنتی بافته شده از پشم و رنگ طبیعی، تا تهیه خوراک و مایحتاج خوردنی و هر آنچه که نیاز زیستن در رفاه باشد که این همه تلاش، کوشش، ذوق و هنر ریشه در فرهنگ، باور و توانمندی آنان دارد.

مراتع سرسبز و حاصلخیز به ویژه در اطراف رودخانه سیروان، باعث رونق دامداری در این روستا شده است. کشک، شیر، دوغ، روغن حیوانی و کره از مهم‌ترین فراورده های لبنی این روستا می‌باشد. نگهداری و پرورش انواع طیور در این روستا خوب رایج است.